# Gmina Kapela
Kapela – gmina w Chorwacji, w żupanii bielowarsko-bilogorskiej.

## Miejscowości
- Babotok
- Botinac
- Donji Mosti
- Gornje Zdelice
- Gornji Mosti
- Jabučeta
- Kapela
- Kobasičari
- Lalići
- Lipovo Brdo
- Nova Diklenica
- Novi Skucani
- Pavlin Kloštar
- Poljančani
- Prnjavor
- Reškovci
- Šiptari
- Sredice Gornje
- Srednja Diklenica
- Srednji Mosti
- Stanići
- Stara Diklenica
- Starčevljani
- Stari Skucani
- Tvrda Reka
- Visovi